# Catapariprosopa
Catapariprosopa là một chi ruồi thuộc họ Tachinidae.

## Loài
- Catapariprosopa cerina (Mesnil, 1978)[4]
- Catapariprosopa cilipes (Mesnil, 1978)[4]
- Catapariprosopa cultellifera (Mesnil, 1978)[4]
- Catapariprosopa cumatilis (Mesnil, 1978)[4]
- Catapariprosopa curvicauda Townsend, 1927[1]
- Catapariprosopa cyanella (Mesnil, 1978)[4]
- Catapariprosopa edwardsi (Emden, 1945)[7]
- Catapariprosopa liturata (Mesnil, 1978)[4]
- Catapariprosopa nigrapex (Mesnil, 1978)[4]
- Catapariprosopa rubiginans (Villeneuve, 1932)[2]
- Catapariprosopa russipes (Mesnil, 1978)[4]
- Catapariprosopa trispina (Villeneuve, 1937)[3]